# Вранештица (община)
Вране́штица (макед. Општина Вранештица) — бывшая община в Республике Македония. Расположена несколько западнее центра страны. В 2013 году была расформирована и объединена с общиной Кичево. Население на 2002 год составляло 1322 человека.
Административный центр — село Вранештица.
Площадь территории общины 109,13 км².
Кроме села Вранештица в состав общины входит ещё 14 сёл: Атишта, Бигор-Доленци, Дупъяни, Карбуница, Козичино, Крушица, Миокази, Орланци, Патец, Рабетино, Речани-Челопечко, Светораче, Староец и Челопеци. Населённые пункты общины расположены в каньоне реки Голема (Треска).